# Nicho Hinojosa
Dionisio Alberto Hinojosa Garza (San Nicolás de los Garza, Nuevo León; 29 de noviembre de 1968), más conocido como Nicho Hinojosa, es un cantante y compositor mexicano. Su carrera se basa en interpretar canciones que previamente han sido famosas por otros autores e intérpretes. Ha alcanzado gran fama, y logrado tener seguidores en México, Estados Unidos, Centroamérica y Sudamérica principalmente.
Saltó a la fama gracias a su calidad interpretativa y tiene una carrera impecable en la música, que la intercala con su carrera como pintor (desde 1992) y escritor (desde 2012). 
Bajo una trayectoria de poco más de 30 años, es considerado como uno de los mejores trovadores mexicanos del siglo XXI, así como uno de los máximos exponentes de covers en toda Latinoamérica.

## Biografía
En sus inicios estudió música en la Escuela Superior de Música y Danza de Monterrey, especializándose en percusiones, y tomando como instrumentos adicionales el piano, corno francés, guitarra y voz. En 1993 se une al grupo de Guitarras por el Mundo grabando 2 discos, realizando además una gira de conciertos por países de América y Europa, entre los que se incluyeron Rumanía, Holanda, Estados Unidos y México. En El Bar presenta una recopilación de temas ya conocidos, que llevan a la Bohemia, nuevas versiones del autor, acompañado por una guitarra.
En 2003 lanzó En Vivo, un álbum en vivo grabado en distintos recintos, entre los que se destacan el Teatro Las Torres, el Teatro Metropólitan, ubicado en la CDMX, además de la extinta Discoteque Olydia, ubicada en Culiacán. Con boletos agotados e inmerso entre temas clásicos de la época de los 60's hasta los 90's, Hinojosa realizó una gira que duró casi 2 años ininterrumpidos.
En el 2007 forma parte del telerrealidad dominical Disco de oro de Televisión Azteca, conducido por José Luis Rodríguez "El Puma" y María Inés Guerra. Entre los participantes figuraron Los hermanos Carrión, Charlie Massó, Manoella Torres, Lila Deneken, Karina, Rosenda Bernal, Marcos Llunas, Amaury Gutiérrez, MDO, Litzy y Ángel López (exvocalista de Son by Four), y Beatriz Adriana, siendo esta última la vencedora.

## Discografía
- Detrás del horizonte (1993)
- Guitarra por el mundo (1993)
- Para los mortales (1994)
- Sting 5 (1994)
- Bajo el polvo de mi habitación (1995)
- Ya no hay privacidad (1996)
- Nicho en Vivo 97 (1997)
- Trova de extrema dura (1998)
- En el bar version original (1999)
- En el bar (1999)
- En el bar 2 (2001)
- En el bar 3 (2002)
- Vivir como antes (2003)
- Nicho Hinojosa: En Vivo (2003)
- Del bar a la bohemia (2004)
- De norte a sur (2006)
- Las número 1 (2007)
- En el bar 4 (2020)